# کرونل فابریسیانو
کرونل فابریسیانو شهری در ایالت میناس گرایس برزیل است. در سال ۲۰۱۳ جمعیت این شهر ۱۰۸٬۳۰۲ نفر بود.